# Moldavia en el Festival de la Canción de Eurovisión
Moldavia ha participado en el Festival de la Canción de Eurovisión desde el 2005. La Teleradio Moldova (por sus siglas, TRM) es la compañía de radiodifusión responsable de la transmisión y organización de la participación moldava en el festival. Su debut es uno de los mejores para un país, obteniendo el 2° lugar en la semifinal y posteriormente, el 6° en la final con Zdob și Zdub y la canción «Boonika Bate Toba». En 2017, Moldavia lograría su mejor resultado con SunStroke Project y la canción «Hey, Mamma!», que obtuvo 374 puntos.
El país ha tenido, comparativamente, presentaciones exitosas en el festival: 4 de sus canciones han logrado entrar en los 10 primeros lugares. Sin embargo, durante varios años, Moldavia decayó en sus resultados, ausentándose de la final en seis ocasiones. Precisamente, el país no consiguió el pase a la final en las ediciones de 2008, 2014, 2015, 2016 y 2019 y 2024.
Moldavia ha promediado una puntuación de 120,18 puntos en la gran final. Moldavia es conocida en las votaciones por su constante intercambio de puntos con su vecina Rumania, a la que le otorgó la máxima puntuación en 9 de sus primeras 11 participaciones. Además de Rumania, Moldavia suele recibir altas puntuaciones de países con diáspora moldava: Portugal e Italia además de países con los que comparte su pasado en la Unión Soviética: Bielorrusia, Ucrania y Rusia. Moldavia es recíproca con estos últimos países, otorgándole también altas puntuaciones junto a otros países también ex soviéticos como Azerbaiyán y Armenia.

## Historia

### Inicios
En el 2005, Moldavia debutó en el festival de Kiev con el grupo Zdob și Zdub y la canción «Boonika Bate Toba». El debut moldavo es uno de los mejores debuts de cualquier país. La presentación terminó en 2.º lugar con 207 puntos durante la semifinal, calificando a la ronda final. En la gala final terminó en 6.º lugar con 148 puntos y las máximas puntuaciones de Rumania y Ucrania. Este sería el mejor resultado histórico moldavo hasta 2017.
Debido a l buen resultado de Zdob și Zdub, Moldavia obtuvo su pase directo a la final del 2006. La elección de la canción se convirtió en polémica desde su realización. Durante la final nacional y tras la ronda de votación, tres actos quedaron empatados en primer lugar: Geta Burlacu, Moldstar & Alexa y Serj Cuzencoff, y después de esto, el jurado se rehusó a decidir al representante moldavo en la final de Atenas. De este modo, la TRM decidió organizar una nueva final en la cual podrían participar otros artistas y no solo los tres actos empatados de la selección anterior. En protesta a esta decisión, solo Serj Cuzencoff se presentó a la nueva final. Finalmente, el dúo compuesto por Arsenium & Natalia Gordienko ganaron el pase a Eurovisión con la canción «Loca». En su presentación se hicieron acompañar del rapero Connect-R. «Loca» solo consiguió 22 puntos (incluyendo la máxima puntuación de Rumania) y finalizaría en el 20° lugar.
Debido al pésimo resultado del año anterior, Moldavia no destinó una partida presupuestal para su participación en el Festival de Eurovisión de 2007. Sin embargo, por presiones del público se organizó una selección interna con la cual se decidió enviar a Natalia Barbu y la canción «Fight» para representar al país en la edición de Helsinki. Moldavia tuvo que presentarse desde la semifinal, obteniendo el pase en la 10.ª posición con 91 puntos, solo 3 puntos por encima de Portugal y en la final, volverían a clasificarse en 10° lugar, esta vez con 109 puntos y nuevamente la máxima puntuación rumana. 
El 10° lugar, le otorgaba al país el pase directo a la final de 2008; sin embargo, la UER realizó una modificación a las reglas, donde aumentaba las semifinales de 1 a 2, obligando a todos los países, excepto al entonces Big Four y el país anfitrión, a pasar por las semifinales sin importar su resultado anterior. De esta forma, Moldavia participó en la primera semifinal en el festival realizado en Belgrado y acabó en la 12.ª posición de 19, siendo la primera vez que el país era eliminado en semifinales.
En 2009 fue seleccionada la cantante Nelly Ciobanu para representar a Moldavia en el festival con la canción «Hora din Moldova» ("Baile de Moldavia") una canción con toques étnicos cantada en inglés. Nelly Ciobanu volvió a clasificar al país a la gran final tras un año de ausencia, colocándose en 5.º lugar con 106 puntos, mientras que en la final obtendría el 14° lugar con 69 puntos, por debajo de Dinamarca.

### Década de los 2010's
En 2010 Moldavia tendría una de sus presentaciones más virales gracias al «Epic Sax Guy»: SunStroke Project & Olia Tira se presentaron con la canción «Run Away». Sin embargo, la presentación no logró un buen resultado, clasificándose a la final en 10.ª posición en la primera semifinal, y finalizando en el 22° lugar con solo 27 puntos. Como dato curioso, esta sería la primera canción que no recibía la máxima puntuación rumana, recibiendo 10 puntos, y sería la peor participación histórica de Moldavia en una final.
En la edición de 2011, Moldavia volvió a seleccionar al grupo Zdob și Zdub, y a pesar de pasar desapercibidos en las casas de apuestas, la puesta en escena sería calificada como una de las mejores del festival o como denominaban algunos comentaristas «una puesta en escena que no le falta nada». En la segunda semifinal, Moldavia apenas clasificaría a la final, volviendo a situarse en la 10.ª posición, sin embargo en la gran final lograría una notable 12.ª posición con 97 puntos.
Tanto en 2012 como en 2013, Moldavia mejoró sus resultados, obteniendo la 11.ª posición en la final, en ambos casos gracias a Pasha Parfeni y Aliona Moon. En el primer año, Pasha Parfeni clasificó en la semifinal con una 5.ª posición y 100 puntos y en la final obtuvo 81 puntos. Aliona Moon fue una de sus coristas durante esta presentación. Al año siguiente, Aliona interpretó el tema «O Mie» compuesto por Pasha, quien la acompañó en el piano. La canción fue la primera vez que Moldavia enviaba una canción íntegramente cantada en rumano y tras pasar en 4.ª posición, obtendría el 11° lugar con 71 puntos en la final.
En 2014, se daría la peor participación moldava en la historia del festival: Cristina Scarlat y su tema «Wild Soul» sería eliminada en las semifinales en el 16° y último lugar de su semifinal con solamente 13 puntos. La trayectoria moldava no cambiaría en los siguientes dos años cayendo también en semifinales. En 2015 con el cantante ucraniano Eduard Romanyuta con la canción «I want your love». Esta selección fue polémica tras la victoria de Eduard con la mayor cantidad de puntos de la historia, con lo cual muchas voces apuntaban a un amaño en la votación debido a lo que consideraban una «baja calidad en la canción». En el festival de Estocolmo 2016 Lidia Isac representó al país con «Falling Stars» obteniendo la penúltima plaza (17.º lugar) en su semifinal con solo 33 puntos.
En la edición de Kiev 2017 Moldavia logró un cambio radical en sus resultados y tras 3 eliminaciones en semifinales, logró el mejor resultado de la historia: un tercer lugar en la final. El grupo SunStroke Project regresó al festival tras su participación en 2010 y logró clasificar en su semifinal en 2° lugar con «Hey, Mamma!» para posteriormente obtener 374 puntos en la gala del sábado, 110 puntos del jurado profesional que los colocó en 8° lugar y 264 puntos del televoto que los colocó 3°. El grupo DoReDos en la edición de 2018 volvió a colocar dentro del Top 10 a Moldavia, con el tema «My Lucky Day» que consiguió 209 puntos situándose en la 10.ª posición.
En 2019 Moldavia fue representada por Anna Odobescu con la canción «Stay» que quedó 12.ª en la 2.ª semifinal con 85 puntos, sin clasificar a la gran final. En 2020, sería elegida en la final nacional para participar en la edición de Róterdam la cantante Natalia Gordienco con la balada «Prison» sin embargo, la crisis sanitaria ocasionada por la pandemia por COVID-19 provocó que la Unión Europea de Radiodifusión cancelara por primera vez en 65 años la realización del festival. La TRM decidió seguir la estela de la mayoría de las televisoras y confirmó a Natalia Gordienco como su representante para la edición de 2021 en enero de 2021. De esta forma, Moldavia no realizó el tradicional "O Melodiu pentru Europa" por primera vez en 14 años. Finalmente Gordienco interpretó la canción pop «Sugar» en la segunda semifinal y clasificando en el 7° lugar con 176 puntos. En la gran final se colocaría en el 13° lugar con 115 puntos. 
En 2025 Moldavia se retira del festival siendo hasta la edición de 2024 uno de los pocos países que nunca habían faltado en sus participaciones desde su debut, esto se debió a la calidad percibida en su selección nacional y la falta de presupuesto de la emisora encargada TRM, agregando la falta del público en el mismo. 

## Participaciones
Leyenda
     Ganador
     Segundo puesto
     Tercer puesto
     Cuarto o quinto puesto (Top 5)
     Último puesto
| Año                  | Sede       | Artista                       | Canción             | Final              | Pts.               | Semifinal               | Pts.                    |
| -------------------- | ---------- | ----------------------------- | ------------------- | ------------------ | ------------------ | ----------------------- | ----------------------- |
| 2005                 | Kiev       | Zdob și Zdub                  | «Boonika bate toba» | 6                  | 148                | 2                       | 207                     |
| 2006                 | Atenas     | Arsenium y Natalia Gordienco  | «Loca»              | 20                 | 22                 | Top 11 del año anterior | Top 11 del año anterior |
| 2007                 | Helsinki   | Natalia Barbu                 | «Fight»             | 10                 | 109                | 10                      | 91                      |
| 2008                 | Belgrado   | Geta Burlacu                  | «A century of love» | No se clasificó    | No se clasificó    | 12                      | 36                      |
| 2009                 | Moscú      | Nelly Ciobanu                 | «Hora din Moldova»  | 14                 | 69                 | 5                       | 106                     |
| 2010                 | Oslo       | SunStroke Project y Olia Tira | «Run away»          | 22                 | 27                 | 10                      | 52                      |
| 2011                 | Düsseldorf | Zdob și Zdub                  | «So lucky»          | 12                 | 97                 | 10                      | 54                      |
| 2012                 | Bakú       | Pasha Parfeni                 | «Lăutar»            | 11                 | 81                 | 5                       | 100                     |
| 2013                 | Malmö      | Aliona Moon                   | «O mie»             | 11                 | 71                 | 4                       | 95                      |
| 2014                 | Copenhague | Cristina Scarlat              | «Wild soul»         | No se clasificó    | No se clasificó    | 16                      | 13                      |
| 2015                 | Viena      | Eduard Romanyuta              | «I want your love»  | No se clasificó    | No se clasificó    | 11                      | 41                      |
| 2016                 | Estocolmo  | Lidia Isac                    | «Falling stars»     | No se clasificó    | No se clasificó    | 17                      | 33                      |
| 2017                 | Kiev       | SunStroke Project             | «Hey, mamma!»       | 3                  | 374                | 2                       | 291                     |
| 2018                 | Lisboa     | DoReDos                       | «My lucky day»      | 10                 | 209                | 3                       | 235                     |
| 2019                 | Tel Aviv   | Anna Odobescu                 | «Stay»              | No se clasificó    | No se clasificó    | 12                      | 85                      |
| 2020                 | Róterdam   | Natalia Gordienco             | «Prison»            | Festival cancelado | Festival cancelado | Festival cancelado      | Festival cancelado      |
| 2021                 | Róterdam   | Natalia Gordienco             | «Sugar»             | 13                 | 115                | 7                       | 176                     |
| 2022                 | Turín      | Zdob și Zdub y Frații Advahov | «Trenulețul»        | 7                  | 253                | 8                       | 154                     |
| 2023                 | Liverpool  | Pasha Parfeni                 | «Soarele şi Luna»   | 18                 | 96                 | 5                       | 109                     |
| 2024                 | Malmö      | Natalia Barbu                 | «In The Middle»     | No se clasificó    | No se clasificó    | 13                      | 20                      |
| No participó en 2025 |            |                               |                     |                    |                    |                         |                         |

## Votación de Moldavia
Hasta su última participación, en 2024, la votación de Moldavia ha sido:
| Más puntos otorgados solo en la gran final | Más puntos otorgados solo en la gran final | Más puntos otorgados solo en la gran final |
| Pos.                                       | País                                       | Puntos                                     |
| ------------------------------------------ | ------------------------------------------ | ------------------------------------------ |
| 1                                          | Ucrania                                    | 193                                        |
| 2                                          | Rumanía                                    | 159                                        |
| 3                                          | Rusia                                      | 148                                        |
| 4                                          | Azerbaiyán                                 | 103                                        |
| 5                                          | Suecia                                     | 100                                        |

| Más puntos otorgados en semifinales y final | Más puntos otorgados en semifinales y final | Más puntos otorgados en semifinales y final |
| Pos.                                        | País                                        | Puntos                                      |
| ------------------------------------------- | ------------------------------------------- | ------------------------------------------- |
| 1                                           | Ucrania                                     | 288                                         |
| 2                                           | Rumanía                                     | 267                                         |
| 2                                           | Rusia                                       | 267                                         |
| 3                                           | Azerbaiyán                                  | 179                                         |
| 4                                           | Suecia                                      | 141                                         |

| Más puntos recibidos solo en la final | Más puntos recibidos solo en la final | Más puntos recibidos solo en la final |
| Pos.                                  | País                                  | Puntos                                |
| ------------------------------------- | ------------------------------------- | ------------------------------------- |
| 1                                     | Rumanía                               | 182                                   |
| 2                                     | Portugal                              | 100                                   |
| 3                                     | Ucrania                               | 83                                    |
| 4                                     | Rusia                                 | 79                                    |
| 5                                     | Italia                                | 75                                    |

| Más puntos recibidos en semifinales y final | Más puntos recibidos en semifinales y final | Más puntos recibidos en semifinales y final |
| Pos.                                        | País                                        | Puntos                                      |
| ------------------------------------------- | ------------------------------------------- | ------------------------------------------- |
| 1                                           | Rumanía                                     | 294                                         |
| 2                                           | Portugal                                    | 190                                         |
| 3                                           | Rusia                                       | 185                                         |
| 4                                           | Italia                                      | 159                                         |
| 5                                           | Ucrania                                     | 149                                         |

## 12 puntos
- Moldavia ha dado 12 puntos a:

| Año  | País        |
| ---- | ----------- |
| 2005 | Rumanía     |
| 2006 | Rusia       |
| 2007 | Bielorrusia |
| 2008 | Rumanía     |
| 2009 | Azerbaiyán  |
| 2010 | Rusia       |
| 2011 | Rumanía     |
| 2012 | Rumanía     |
| 2013 | Ucrania     |
| 2014 | Rusia       |
| 2015 | Rumanía     |

| Año                  | Jurado     | Televoto   | Conjunto |
| -------------------- | ---------- | ---------- | -------- |
| 2016                 | Rusia      | Azerbaiyán | Rusia    |
| 2017                 | Portugal   | Azerbaiyán | Portugal |
| 2018                 | Rumanía    | Rumanía    | Rumanía  |
| 2019                 | Rumanía    | Rumanía    | Rumanía  |
| 2021                 | Bulgaria   | Grecia     | Grecia   |
| 2022                 | Ucrania    | Ucrania    | Ucrania  |
| 2023                 | Sin jurado | Israel     | Israel   |
| 2024                 | Sin jurado | Chipre     | Chipre   |
| No participó en 2025 |            |            |          |

| Año  | País    |
| ---- | ------- |
| 2005 | Letonia |
| 2006 | Rumanía |
| 2007 | Rumanía |
| 2008 | Rumanía |
| 2009 | Rumanía |
| 2010 | Rumanía |
| 2011 | Rumanía |
| 2012 | Rumanía |
| 2013 | Ucrania |
| 2014 | Rumanía |
| 2015 | Rumanía |

| Año                  | Jurado              | Televoto | Conjunto |
| -------------------- | ------------------- | -------- | -------- |
| 2016                 | Ucrania             | Rusia    | Ucrania  |
| 2017                 | Rumanía             | Rumanía  | Rumanía  |
| 2018                 | Estonia             | Israel   | Israel   |
| 2019                 | Macedonia del Norte | Rusia    | Rusia    |
| 2021                 | Bulgaria            | Rusia    | Rusia    |
| 2022                 | Ucrania             | Ucrania  | Ucrania  |
| 2023                 | Suecia              | Ucrania  | Suecia   |
| 2024                 | Ucrania             | Ucrania  | Ucrania  |
| No participó en 2025 |                     |          |          |

## Galería de imágenes
|                             |
| Zdob și Zdub in Kiev (2005) |

|                                                 |
| Arsenium con Natalia Gordienco en Atenas (2006) |

|                                  |
| Natalia Barbu en Helsinki (2007) |

|                                 |
| Geta Burlacu en Belgrado (2008) |

|                               |
| Nelly Ciobanu en Moscú (2009) |

|                                              |
| SunStroke Project y Olia Tira en Oslo (2010) |

|                                   |
| Zdob și Zdub en Düsseldorf (2011) |

|                             |
| Aliona Moon en Malmö (2013) |

|                                       |
| Cristina Scarlat en Copenhague (2014) |

|                                  |
| Eduard Romanyuta en Viena (2015) |

|                                |
| Lidia Isac en Estocolmo (2016) |

|                                  |
| SunStroke Project en Kiev (2017) |

|                          |
| DoReDos en Lisboa (2018) |

|                                  |
| Anna Odobescu en Tel Aviv (2019) |

|                                               |
| Zdob și Zdub & Frații Advahov en Turín (2022) |

|                                   |
| Pasha Parfeni en Liverpool (2023) |

|                               |
| Natalia Barbu en Malmö (2024) |

- Datos: Q507204
- Multimedia: Moldova in the Eurovision Song Contest / Q507204